# Chiococca phaenostemon
Chiococca phaenostemon är en måreväxtart som beskrevs av Diederich Franz Leonhard von Schlechtendal. Chiococca phaenostemon ingår i släktet Chiococca och familjen måreväxter. Inga underarter finns listade i Catalogue of Life.